# LXLE Linux
LXLE je minimalistická linuxová distribuce odvozená od LTS verze Ubuntu, resp. Lubuntu. Používá desktopové prostředí LXDE. LXLE patří mezi odlehčené distribuce se zaměřením na vizuální estetičnost; běží dobře jak na starším, tak na novém hardware.

## Přijetí
Roku 2014 se v lednovém čísle britského časopisu Full Circle objevila recenze, v níž autor Gabriele Tettamanzi zmiňoval jisté drobné nedostatky stran lokalizace, ovšem celkově toto desktopové distro označil za pěkně „lehké a svižné“, softwarově „bohaté“ a „stabilní“. Recenzent ohodnotil LXLE Linux 4,5 hvězdičkami z 5 možných.

## Vydání
| Verze       | Datum vydání      | Poznámka |
| ----------- | ----------------- | -------- |
| 12.04.3     | 19. srpen 2013    |          |
| 12.04.4     | 9. únor 2014      |          |
| 14.04       | 14. červen 2014   |          |
| 14.04.1     | 23. říjen 2014    |          |
| 12.04.5     | 5. duben 2015     |          |
| 14.04.2     | 5. duben 2015     |          |
| 14.04.3     | 31. srpen 2015    |          |
| 14.04.4     | 26. březen 2016   |          |
| 16.04.1 LTS | 29. červenec 2016 |          |
| 18.04.3 LTS | 9. září 2019      |          |